# Давидківська сільська рада (Чортківський район)
Дави́дківська сільська рада — колишня адміністративно-територіальна одиниця та орган місцевого самоврядування в Чортківському районі Тернопільської области. Адміністративний центр — с. Давидківці.

## Загальні відомості
Давидківська сільська рада утворена в 1939 році.
- Територія ради: 23,216 км²
- Населення ради: 1 082 особи (станом на 2001 рік)
- Територією ради протікає річка Нічлава

## Населені пункти
Сільській раді були підпорядковані населені пункти:
- с. Давидківці

## Історія
Перша сільська рада утворена у вересні 1939 року.
У квітні 1944 року сільська рада відновлена.
30 січня 1960 року до сільської ради приєдналася Тарнавська сільська рада, але згодом від'єдналася.
29 липня 2015 року увійшла до складу Колиндянської сільської громади.

## Географія
Давидківська сільська рада межувала з Колиндянською, Тарнавською, Малочорнокінецькою, Великочорнокінецькою сільськими радами — Чортківського району, та Лосячською і Озерянською сільськими радами — Борщівського району.

## Сільська ради (1990—2015)

### Керівний склад попередніх скликань
| Прізвище, ім'я, по батькові | Основні відомості                                                                     | Дата обрання | Дата звільнення |
| --------------------------- | ------------------------------------------------------------------------------------- | ------------ | --------------- |
| Скриник Ярослав Миколайович | Сільський голова                                                                      | 1990         | 1994            |
| Скриник Ярослав Миколайович | Сільський голова                                                                      | 1994         | 1998            |
| Семчишин Віктор Адамович    | Сільський голова                                                                      | 1998         | 2002            |
| Семчишин Віктор Адамович    | Сільський голова                                                                      | 2002         | 2006            |
| Семчишин Віктор Адамович    | Сільський голова, 1966 року народження, освіта вища, член Української Народної Партії | 26.03.2006   | 31.10.2010      |
| Семчишин Віктор Адамович    | Сільський голова, 1966 року народження, освіта вища, безпартійний                     | 31.10.2010   | 29.07.2015      |

Примітка: таблиця складена за даними сайту Верховної Ради України

#### Секретарі ради
| Прізвище, ім'я, по батькові  | Основні відомості | Дата обрання | Дата звільнення |
| ---------------------------- | ----------------- | ------------ | --------------- |
| Рихлівська Галина Григорівна | Секретар          | 1990         | 1994            |
| Рихлівська Галина Григорівна | Секретар          | 1994         | 1998            |
| Рихлівська Галина Григорівна | Секретар          | 1998         | 2002            |
| Рихлівська Галина Григорівна | Секретар          | 2002         | 2006            |
| Рихлівська Галина Григорівна | Секретар          | 2006         | 2010            |
| Рихлівська Галина Григорівна | Секретар          | 2010         | 2015            |

### Депутати

#### VII скликання
За результатами місцевих виборів 2010 року депутатами ради стали:
1. Лісова Оксана Михайлівна
2. Товпига Сергій Адамович
3. Семчишин Наталія Михайлівна
4. Кушнір Марія Миколаївна
5. Семчишин Ольга Степанівна
6. Пельчарська Надія Михайлівна
7. Осмульський Володимир Іванович
8. Стебелецький Іван Михайлович
9. Слободецький Анатолій Мирославович
10. Павлінська Ірина Іванівна
11. Рихлівська Галина Григорівна
12. Стебелецька Ольга Ігорівна
13. Стебелецька Оксана Орестівна
14. Хабенюк Андрій Романович
15. Грубенюк Наталія Іванівна
16. Новак Галина Омелянівна

#### V скликання
За результатами місцевих виборів 2006 року депутатами ради стали:
1. Литвинчук Людмила Франківна
2. Осмульський Володимир Іванович
3. Кушнір Марія Миколаївна
4. Герчак Надія Євгенівна
5. Дереш Михайло Теодорович
6. Пельчарська Надія Михайлівна
7. Козак Марія Федорівна
8. Козак Оксана Михайлівна
9. Товпига Сергій Адамович
10. Гринчишин Оксана Герасимівна
11. Рихлівська Галина Григорівна
12. Сдефанюк Оксана Ігорівна
13. Груденюк Євген Богданович
14. Скриник Анатолій Львович
15. Забіяка Андрій Іванович
16. Новак Галина Омелянівна

#### IV скликання
За результатами місцевих виборів 2002 року депутатами ради стали:
1. Ткачук Олег Анатолійович
2. Товпига Сергій Адамович
3. Кушнір Марія Миколаївна
4. Герчак Надія Євгенівна
5. Стебелецька Галина Мирославівна
6. Кудлайчук Надія Михайлівна
7. Скрупський Володимир Іванович
8. Осмульський Володимир Іванович
9. Вергун Руслан Ярославович
10. Рихлівська Галина Григорівна
11. Стефанюк Ігор Степанович
12. Заболотний Ярослав Романович
13. Пославська Оксана Богданівна
14. Клюкай Марія Войцихівна
15. Новак Галина Омелянівна

#### III скликання
За результатами місцевих виборів 1998 року депутатами ради стали:
1. Ткачук Олег Анатолійович
2. Стебелецький Ігор Євгенович
3. Бойчук Марія Миколаївна
4. Кінасевич Євген Антонович
5. Жарський Григорій Франкович
6. Кудлайчук Надія Михайлівна
7. Ходоровська Степанія Дмитрівна
8. Осмульський Володимир Іванович
9. Лотоцька Тетяна Анатоліївна
10. Рихлівська Галина Григорівна
11. Стефанюк Ігор Степанович
12. Лисиця Ганна Устимівна
13. Хабенюк Ольга Романівна
14. Матвіїв Ярослав Іванович
15. Новак Галина Омелянівна

#### II скликання
За результатами місцевих виборів 1994 року депутатами ради стали:
1. Дмитрик Степан Миколайович
2. Кушнір Марія Миколаївна
3. Кінасевич Євген Антонович
4. Пельчарська Надія Михайлівна
5. Ходоровська Степанія Дмитрівна
6. Осмульський Володимир Іванович
7. Рихлівська Галина Григорівна
8. Стефанюк Ігор Степанович
9. Скриник Анатолій Львович
10. Матвіїв Ярослав Іванович
11. Герчак Євген Адамович

#### I скликання
За результатами місцевих виборів 1990 року депутатами ради стали:
1. Шевчук Віктор Степанович
2. Кука Анатолій Іванович
3. Поліщук Гаврило Євгенович
4. Матвієшин Євген Антонович
5. Гоменюк Леонід Миколайович
6. Ходоровська Стефанія Дмитрівна
7. Мельник Чеслава Йосипівна
8. Кінасевич Євген Антонович
9. Рихлівська Галина Григорівна
10. Забіяка Людмила Франківна
11. Скриник Ярослав Миколайович
12. Лісова Оксана Дмитрівна
13. Сцібан Лариса Євстахівна
14. Лисиця Ганна Устимівна
15. Михасів Богдан Петрович
16. Дозоренко Світлана Михайлівна
17. Данилюк Ярослава Володимирівна
18. Рипчук Леонід Володимирович
19. Вовк Надія Адамівна
20. Перерва Йосифа Володимирівна